# Stands for Decibels
Stands for Decibels é o álbum de estréia da banda The dB's, em janeiro de 1981. Inicialmente foi um fracasso comercial, mas desde então tem se reconhecido com um álbum fundamental da cânone do power pop, ao lado de lançamentos de Big Star.
Muitas bandas de rock como Yo La Tengo, Teenage Fanclub e R.E.M., citaram o álbum como uma influência.
O som do álbum é caracterizado principalmente por seu uso de melodias power pop e guitarras jangly subvertida por estranhas instrumentações e mudanças de tempo.
Stands For Decibels ficou na 76ª posição na lista dos melhores álbuns dos anos 80 pela Pitchfork Media e ficou na 31ª colocação na lista dos 50 melhores álbuns do punk norte-americano feita pela revista Uncut.

## Faixas
Lado A
1. "Black and White"  – 3:09
2. "Dynamite"  – 2:35
3. "She's Not Worried"  – 3:04
4. "The Fight"  – 2:54
5. "Espionage" - 2:39
6. "Tearjerkin'" – 3:56

Lado B
1. "Cycles Per Second" - 3:06
2. "Bad Reputation" – 3:11
3. "Big Brown Eyes"  – 1:58
4. "I'm in Love" – 3:29
5. "Moving in Your Sleep" - 4:35

## Membros
- Chris Stamey - vocais, guitarra
- Peter Holsapple - vocais, guitarra
- Gene Holder - baixo
- Will Rigby - bateria